# Margareta Eriksdatter
 Margareta Eriksdatter (født 1516, død 1551) var datter af rigsråd, rigsmarsk og statholder på Örebro slot Erik Abrahamsson (Leijonhufvud) og Ebba Eriksdotter (Vasa). I 1536 giftede hun sig med den svenske konge Gustav Vasa, og hun var dronning af Sverige fra 1536 til sin død i 1551.